# B.B.キング
ライリー・B.キング（Riley B. King、1925年9月16日 - 2015年5月14日）は、B.B.キング（B.B. King）の名で知られるアメリカ合衆国のシンガーソングライター、ギタリスト、音楽プロデューサー。1950年代から晩年まで活躍したブルース界の巨人。ブルース界にただならぬ影響と業績を残したことから、「キング・オブ・ブルース」とも称される。
「ローリング・ストーンの選ぶ歴史上最も偉大な100人のギタリスト」において2003年は第3位、2011年の改訂版では第6位。
「ローリング・ストーンの選ぶ歴史上最も偉大な100人のシンガー」において第96位。

## 略歴
1925年9月16日にミシシッピ州北西部のイッタベーナのプランテーションに生まれる。幼少の頃は小作人として働く。その後ギターを手にし、幼くして頭角を現し始める。T-ボーン・ウォーカーやロニー・ジョンソンと言ったギタリストの音楽だけではなく、ゴスペル音楽にも触れていたという。
1943年に州内のインディアノーラに移住し、その3ヵ月後にはテネシー州のメンフィスに移り住む。キングはそこで、いとこのブッカ・ホワイトに教わりながらギター・テクニックを磨いていく。
やがてキングはメンフィスのラジオ局WDIAでDJをするようになった。その時の愛称「Beal Street Blues Boy」（ビール・ストリートはメンフィスの目抜き通り）が後に「Blues Boy」と省略され、更に短くなり「B.B.」と略されるようになった。これが芸名の名前の由来である。
1949年、ナッシュビルのレーベル、ブレット・レコードに4曲を吹き込み、レコード・デビューを果たした。翌年には、ロサンゼルスのモダン/RPMと契約する。1951年末にシングル「3 O'clock Blues」がR&Bチャートの1位を記録。これを機に以降、数多くのヒットを世に送り出す存在となった。
1964年には、後に多くのアーティストが取り上げるスタンダード・ナンバーとなった「Rock Me Baby」を発表。1969年に発表された「Thrill Is Gone」のリメイク（原曲はロイ・ホーキンス）では翌年のグラミー賞を受賞した。1971年6月にはロンドンでピーター・グリーン、クラウス・フォアマン、アレクシス・コーナー、リンゴ・スター等のゲストを迎えてアルバム『In London』を録音。その後も彼の活躍は続き、1951年から1985年までの間に実に74回もビルボードのR&Bチャートに曲を送り込んでいる。
1980年代から2000年までの間は、アルバムのリリースは少なくなる一方、テレビのショーへの出演やライブへの出演が多くなり、特にライブの回数は年に300回にも達していたという。1988年にはU2と「When Love Comes To Town」で共演、同曲は翌年にはシングルとしてヒットした。1993年には多くのブルース・ミュージシャンをゲストに迎えたアルバム『Blues Summit』を発表し、同アルバムでグラミー賞を受賞。1997年のアルバム『Deuces Wild』にはヴァン・モリソン、ドクター・ジョン、ローリング・ストーンズ、ウィリー・ネルソン等、B.B.キングを慕うアーティストが参加。1998年には長いキャリアにおいて初のセルフ・プロデュース作品『Blues on the Bayou』を発表し、同アルバムでグラミー賞を受賞。2000年にはエリック・クラプトンとのアルバム『Riding With the King』を製作した。また、1998年に公開された映画『ブルース・ブラザース2000』では、クラプトンと共演している。
1987年にロックの殿堂入りを果たし、授賞式にはスティングがプレゼンターとして出向いた。また1991年には米国立芸術基金(NEA)の選定するナショナル・ヘリテージ・フェローシップ（日本の人間国宝に相当）にも選ばれている。
2015年5月1日に自身のホームページ及びFacebookでラスベガスの自宅で在宅介護を受けていることを表明した。
2015年5月14日死去。89歳没。
5月25日、ネバダ州クラーク郡の検視局は、殺人の可能性で捜査が行われると発表した。司法解剖の結果、殺害に当たる証拠は認められず、アルツハイマー病に加え永らく患っていた糖尿病や冠動脈疾患といった要因が複合していたことが明らかとなった。

## ルシール
自らのギターにルシールと名づけている。1950年代にキングがアーカンソー州トゥイストのクラブに出演した際に二人の男性が喧嘩を始め、彼らはストーブを倒してクラブは大火事となってしまった。キングと観客は外に避難したが、外に出てからキングは愛用のアコースティック・ギターをクラブに忘れてきてしまった事を思い出し、自らの命の危険を省みずに火の燃え盛る建物に戻り、ギターを救い出した。その直後に建物は焼け落ちてしまったという。翌日、キングは火事を起こした男性たちが「ルシール」という女性をめぐって争っていた事を知り、女性をめぐって争うような馬鹿なことを二度としないようにと以後彼のギターに「ルシール」という名をつけたのだという。
最初の「ルシール」はギブソンL-30で、キングはそれにディアルモンド社製のピックアップを取り付けて使用していたが後に車上荒らしに逢って盗まれてしまう。その後のルシールは不明ながら、ギブソンES-125の可能性が高い。その他にもギブソンES-5 Switchmaster、ES-175、バードランドといったギブソンのギターを使用していたが、どのギターに「ルシール」と名付けていたかは定かではない。この他にもフェンダー・ストラトキャスターやフェンダー・エスクワイア、ギブソン・レスポールを使用していたことが確認されている。1958年にギブソン・ES-335とそのバリエーションモデルであるES-345、ES-355が登場すると、キング本人もこれらのギターを使用し始めるようになる。特にES-355は後述するバリトーンスイッチが気に入っていたようで、永らくステージで愛用していた。これが後のB.B.キングモデル「ルシール」の原型となって行く。

### 楽器の特長
愛器の「ルシール」は、ギブソン・ES-355TDSVを元に製造された。形はES-355に似ているがES-355にはFホール（本体表面に空けてある穴）があるのに対し、「ルシール」にはそれがない。Fホールがあるとライブ時にハウリングが発生しやすくなるため、その対策のためのアイデアである。空洞は本来の通り空いており、金属パーツはすべてゴールドメッキ仕様となっている。テールピースにはファインチューナーが設けられたタイプが取り付けられており、演奏中のチューニングの微調整が可能。
またこのルシールはボディの材質にも特徴があり、通常の ES-355 がボディ：メイプル（サトウカエデ）、ネック：マホガニー、フレットボード：エボニー（黒檀）の組み合わせによりウォームなサウンドを出力するのに対して、ルシールはボディもネックもメイプルで作成されている（フレットボードはES-355と同様エボニー使用）為、トレブリーな音色となっている。
また、ソリッド・ボディの特別品も製作されており、彼に取材したYOUNG GUITAR誌のライターは、「信じられないくらい重かった」と証言している。
さらにピックアップも ES-345 とは異なっており、ルシールにマウントされているものは 490T & 490R というやや中音域が強調されたモデルになっている。これらの組み合わせにより、ルシールが出力する音は B.B.キングの声によく似たアタックと張りのある骨太なサウンドになっている。さらにルシールにはES-345同様のロータリー式スイッチの「バリトーンスイッチ」が取り付けられており、さらに前後ピックアップを切り替えるトグルスイッチに加え、バリトーンスイッチの操作によって多彩な音色が得られるようになっている。
Fホールがないため電装関連が設置できないのでボディ裏面にレスポールなどと同様のメンテナンスホールが開いており、ここにすべての電装類が収納されている。
基本的な仕様の他にも指板に「B.B.KING」のネームのインレイを施したモデルを使用していた。彼が80歳を迎えた2005年にはヘッドからギブソンのロゴを取り除いて「B.B.KING 80」の文字や王冠のインレイを施し、ピックアップカバーやピックガードに彫金を施した特別仕様のルシールが登場。その1号機が彼に贈呈され、メインギターとして使用された(少数が限定で市販されている)が、2009年夏に盗難に遭ってしまう。同年秋にラスベガスの質屋でヘッドに「B.B.KING 80」とインレイが施されているルシールが売られていたのを見つけたアマチュアギタリストのエリック・ダールがこのギターを購入した所、ヘッドの裏に「PROTOTYPE 1」と銘打たれていたことから不審に思いギブソンに連絡して確認すると、その盗難に遭ったキング本人のギターであることが判明。ダールはギブソンを通じてそのルシールを返却し、キングは彼に感謝の意味を込めて新しいルシールを贈った。その後ダールは2013年にキングが愛用したギターの変遷をまとめた「B.B.King's Lucille and The Loves Before Her」という書籍を出版している。

## 音楽性
初期のキングのプレイスタイルには、明らかにT-ボーン・ウォーカーの影響が見られる。本人もそれは認めており、T-ボーンのヒット曲である「(Call it)Stormy Monday」などをカバーしている。しかしキャリアを積むごとに次第に彼独自のプレイスタイルを確立していき、俗に言う「スクイーズ・チョーキング」という、ロングトーンから急にスッと絞り込むような独特のヴィブラートやチョーキング・テクニックを特徴とする、キレのあるプレイスタイルが完成する。
キングの曲はブルースに典型的な泥臭い印象の曲（6/8 拍子が主体の、いわゆる"ハチロク"ブルース）だけではなく、「Thrill is gone」のような洗練された都会的なメロディーや構成の曲も多い。
キングは幼少時に教会でゴスペルを歌っていた経験があることから、ゴスペルシンガーのような強力な歌声を持っている。この特徴的なボーカル・スタイルは、同時代のブルース・ミュージシャンとの大きな違いの1つになっている。また、以前にラジオDJを経験していたこともあり、ライブでのトークも得意とする。
彼は歌っているときにはギターを一切弾かないが、これは本人によると「歌いながらギターを弾くことは難しい」「何ともバカな手を持って生まれてしまったものでね」ということである。

## ディスコグラフィ

### スタジオ・アルバム
- 1956年 Singin' the Blues (Crown)
- 1960年 B.B. King Wails (Crown)
- 1960年 Sings Spirituals (Crown)
- 1960年 The Blues (Crown)
- 1961年 マイ・カインド・オブ・ブルース - My Kind of Blues (Crown)
- 1961年 More (Crown)
- 1962年 A Heart Full of Blues (United)
- 1962年 Blues for Me (United)
- 1962年 Blues in My Heart (Crown)
- 1962年 Easy Listening Blues (Crown)
- 1963年 Mr. Blues (ABC)
- 1965年 Boss of the Blues (Kent)
- 1966年 The Soul of B.B. King (United)
- 1966年 Turn on to B.B. King (Kent)
- 1967年 The Jungle (Kent)
- 1968年 Blues on Top of Blues (Bluesway)
- 1968年 ルシール - Lucille (Bluesway)
- 1969年 コンプリートリー・ウェル - Completely Well (Bluesway)
- 1970年 インディアノーラ・ミシシッピ・シーズ - Indianola Mississippi Seeds (ABC)
- 1971年 イン・ロンドン - In Londoon (ABC)
- 1972年 L.A. Midnight (ABC)
- 1972年 ゲス・フー - Guess Who (ABC)
- 1973年 To Know You Is to Love You (ABC)
- 1974年 Friends (ABC)
- 1975年 Lucille Talks Back (ABC)
- 1977年 King Size (ABC)
- 1978年 ミッドナイト・ビリーヴァー - Midnight Believer (ABC) ※ザ・クルセイダーズとの共作
- 1979年 テイク・イット・ホーム - Take It Home (MCA) ※ザ・クルセイダーズとの共作
- 1981年 There Must Be a Better World Somewhere (MCA)
- 1982年 ラヴ・ミー・テンダー - Love Me Tender (MCA)
- 1983年 ブルース・アンド・ジャズ - Blues 'n' Jazz (MCA)
- 1985年 シックス・シルヴァー・ストリングス - Six Silver Strings (MCA)
- 1988年 King of Blues: 1989 (MCA)
- 1991年 ゼア・イズ・オールウェイズ・ワン・モア・タイム - There Is Always One More Time (MCA)
- 1993年 ブルース・サミット - Blues Summit (MCA)
- 1994年 ハート・トゥ・ハート - Heart to Heart (GRP) ※ダイアン・シューアとの共作
- 1997年 デューシズ・ワイルド - Deuces Wild (MCA)
- 1998年 ブルース・オン・ザ・バイユー - Blues on the Bayou (MCA)
- 1999年 レット・ザ・グッド・タイムス・ロール〜ザ・ミュージック・オブ・ルイ・ジョーダン - Let the Good Times Roll: The Music of Louis Jordan (MCA)
- 2000年 メイキン・ラヴ・イズ・グッド・フォー・ユー - Makin' Love Is Good for You (MCA)
- 2000年 ライディング・ウィズ・ザ・キング - Riding with the King (Reprise) ※エリック・クラプトンとの共作
- 2001年 ア・クリスマス・セレブレイション・オブ・ホープ - A Christmas Celebration of Hope (MCA)（第45回グラミー賞（最優秀ポップ・インストゥルメンタル））
- 2003年 リフレクションズ - Reflections (MCA)
- 2005年 80 - B.B. King & Friends: 80 (Geffen)
- 2008年 ワン・カインド・フェイヴァー - One Kind Favor (Geffen)

### ライヴ・アルバム
- 1965年 ライヴ・アット・ザ・リーガル - Live at the Regal (ABC)
- 1967年 ブルース・イズ・キング - Blues Is King (Bluesway)
- 1969年 ライヴ&ウェル - Live & Well (Bluesway)
- 1971年 ライヴ・イン・クック・カウンティ・ジェイル - Live in Cook County Jail (ABC)
- 1971年 B.B.キング・ライヴ・イン・ジャパン - Live in Japan (ABC)
- 1974年 トゥゲザー・フォー・ザ・ファースト・タイム…ライヴ - Together for the First Time...Live (Dunhill) ※ボビー・ブランドとの共作
- 1976年 トゥゲザー・アゲイン…ライヴ - Together Again...Live (Dunhill) ※ボビー・ブランドとの共作
- 1980年 Live "Now Appearing"at Ole Miss (MCA)
- 1990年 ライヴ・アット・サン・クエンティン - Live at San Quentin (MCA)
- 1990年 B.B.KING and SONS LIVE / GUITAR WORKSHOP SPECIAL (JVC) ※日本のミュージシャン(Sons)との共演
- 1991年 ライヴ・アット・ジ・アポロ - Live at the Apollo (GRP)
- 2008年 Live (Geffen)

### コンピレーション・アルバム
- 1971年 Back in the Alley (Bluesway)
- 1995年 Lucille & Friends(MCA)